# Detatoko Princess
Detatoko Princess (яп. でたとこプリンセス, латиніз.: Detatoko Purinsesu, досл. «Принцеса навмання», англ. Suddenly Princess) — японська манґа, написана Окуда Хітоші. Виходила у журналі Dragon Magazine з 1994 по 1999 рік. Окремі глави було зібрано у шість томів танкобон, виданих видавництвом Fujimi Shobo. Манґу було адаптовано до формату аудіодрами, а згодом і в аніме (OVA) з трьох епізодів, створене студією J.C.Staff під режисурою Акіюкі Сінбо. В Японії всі три епізоди вийшли між 1 грудня 1997 року та 21 травня 1998 року.
Це пригодницька комедійна в жанрі фентезі з елементами слепстік-гумору. Основна сюжетна лінія обертається довкола принцеси Лапіс, яка живе в чарівній країні Сосерланд, та її численних комічних пригод. Особливістю манґи є метагумор: персонажі активно взаємодіють із закадровим голосом, часто ламається «четверта стіна», а також використовуються пародії на інші твори Fujimi Shobo та класичну літературу. Аніме ж більш зосереджено на буфонаді та фарсі.

## Синопсис

### Аніме

#### Епізод 1
Принцеса Лапіс з чарівного королівства Сосерленду знищує цілий літаючий острів, щоб урятувати пташеня — і отримує прочухана від свого наставника Джі. Щоб провчити доньку, королева Сапфір телепортує її у невеличку мандрівку на три дні максимум, яка має допомогти їй стати мудрішою. Але королева помиляється з місцем, і Лапіс опиняється не біля озера Сільванія, а набагато дальше — біля Срібного озера. У дорогу разом з нею рушають Джі, Кохаку й Нандра.
Тим часом відьма Топаз, одержима колекціонуванням юних красунь, вирішує викрасти Лапіс. Вона підлаштовує напад тролів, щоб героїчно з'явитись — але план провалюється: Лапіс тікає, Кохаку страждає, а рятує всіх загадковий та крутий бейсболіст — насправді сам король під прикриттям. Усі це розуміють, окрім самої Лапіс, яка закохується в таємничого героя, не впізнаючи тата.
У наступному місті,Гайлард, яким деспотично править деспотична королева Елена, Лапіс дізнається, що пудинг заборонений. Уночі з'являється Топаз і таємно посилає за нею дівчинку Енні. Під час бою Енні, побачивши кров, втрачає контроль і починає руйнувати місто. Щоб її зупинити, Лапіс знову вдається до магії та руйнує літаючі острови, де королева Елена зберігає скарби. Топаз знову зазнає поразки, а Лапіс весело мандрує далі — головне, щоб був пудинг.

#### Епізод 2
Лапіс ось-ось помре від «синдрому нестачі пудингу», якщо не з'їсть його протягом трьох днів. На щасття, чарівний нюх приводить її до фруктової ферми, де всередині фруктів — пудинг! Вона наїдається досхочу, запускаючи при цьому купу пасток, які боляче дістаються безсмертному Кохаку. На фермі живуть брат і сестра — Джувай і Окучуру. Вони розповідають, що ферму залишили їм батьки, а мер Конняку вже пів року намагається відібрати землю. Звідси й пастки.
Тим часом мер наймає Топаз з її бандою, які шукають підробіток. Виявляється, під фермою — родовище оріхалку, і він хоче його продати. Лапіс, звісно ж, не дасть забрати ферму — бо ж там пудинг! Вона грає в «пудингові ігри» і милується мистецтвом із пудингу, поки дізнається, що ферма магічна, подарована вдячним мандрівним пудингом. Уночі Топаз атакує, але Лапіс і команда вже готові.
Після деякого часу проведеного на фермі, Лапіс каже друзям, що вирішала залишися жити там разом з Джуваєм, а їм треба повертатися до королівств. У цей момент зненацька нападають Топаз і мер, запускаючи величезного пудинг-голема, що трощить ферму. Лапіс не може його вдарити — бо ж пудинг! Але раптовий дощ змиває маскування: це насправді голем. Лапіс без вагань застосовує свою магію — і вороги летять у космос. Але після її магії ферма теж втрачає магію: тепер тут ростуть звичайні фрукти без пудингу… Тож Лапіс прощається з Джуваєм і вирушає далі.

#### Епізод 3
Принцеса Лапіс звинувачує Кохаку у втраті грошей. Голодна до нестями, вона допомагає жриці Селені втекти від фітнес-фанатиків в обмін на обіцяну їжу. Згодом Селена розповідає, що її рідне місто Аква-Роуд захопили давні демони — «Фітнес-Братки», які хочуть нав'язати всім культ фізичних вправ.
Прибувши до міста, Лапіс і її команда потрапляють під закляття, що змушує всіх бігати без зупину. Завдяки бар'єру Селени вони позбавляються дії чарів, але їх заарештовують за порушення закону проти перекусів. У в'язниці Лапіс зривається й магією знищує систему, звільняючи місто.
В фіналі герої борються з гіганським об'єднаним монстром-братками. Лапіс уже не знає, що робити, але з'являється бейсболіст із чарівною дівчиною (замаскована мама-королева) й дає їй гігантського робота. Лапіс під час бою знищує половину королівства, але перемагає. Вона читає браткам лекцію: фітнес — це не ціль, а засіб. Бути у формі заради форми — безглуздо. Братки каються.
Після повернення додому за розгром островів мати знову відправляє її в подорож. І без пудингу.

### Манґа
У магічній країні Сосерланд усі проходять «Церемонію дорослішання» у 15 років, отримуючи магічні здібності. Проте принцеса Лапіс, через суворе виховання королеви-матері, відмовляється дорослішати. Королева Сапфір вирішує повчити доньку і, перетворивши Лапіс на справжню дитину, телепортує її до Срібного озера. Озеро розташовувалося за кілька днів ходьби від королівського палацу, і принцеса добре знала ці місця. Сапфір сподівалася, що невелика мандрівка піде Лапіс на користь і змусить її замислитися над своєю поведінкою. Спершу Лапіс була у захваті від повернення в дитинство, але згодом почала відчувати труднощі й незручності дитячого тіла. Врешті решт, у мандрівці Лапіс усвідомила, що не може залишатися дитиною назавжди і, вигукнув «Я хочу стати дорослою!». зняла закляття королеви. Так Лапіс отримала унікальні магічні здібності — магію знищення чар (魔法消去, махо: сьо:кьо).
Проте Лапіс залишилась непередбачуваною та імпульсивною, часто створюючи проблеми. У шалених пригодах, вона зібрала навколо себе яскраву та різноманітну компанію.
Та ось раптом до Сосераланду приходить страшне попередження від пророчиці Чазам: країна у смертельній небезпеці — бо гряду пробудження Великого Демона Тайґер-Ая, якого колись запечатав засновник країни. Сила магії знищення Лапіс насправді пробудилась саме для боротьби з цим Великим Демоном. Тайґер-Ай прагне вбити Лапіс, але пророчиця Чазам жертвує собою, ставши її заміною.
Під час битви з демоном гине багато захисників: батьки Лапіс, її друзі та поданні. Навіть вороги та суперники стають на захист принцеси та королівства. Усі разом вони ненадовго призупиняють демона. Лапіс вирішує пожертвувати собою, щоб знищити Тайґер-Ая назавжди. Вона просить усіх жителів Сосерланду поділитися з нею магічною енергією, щоб створити найпотужнішу у своєму роді магію знищення чар. В результаті вона перемагає Великого Демона.
До королівства повертається мирне життя. А Лапіс, навіть врятувавши світ, залишилась тією ж непередбачуваною, імпульсивною «принцесою, що діє навмання». Проте, стає ясно, саме за це її так і полюбили.

## Персонажі
Лапіс (яп. ラピス, Rapisu) або Ляпіс
Сейю: Міямура Юко
Головна героїня. Принцеса Сосерланду. На церемонії повноліття, яка відбулася на її 15-й день народження, вона здобула силу, що скасовує магію. Її фірмовий прийом — «Іттецу-аваре» (一徹あばれ, дослівно: «нескорена лють» або «впертий розгул»). Вона обожнює пудинг настільки, що мало не розорила державну скарбницю. Через її інфантилізм та буйну поведінку, що не личить королівській особі, у її придатності як спадкоємиці трону часто сумніваються.
Кохаку (яп. コハク) або Бурштин
Сейю: Секі Томоказу
Кохаку ще змалку став живою легендою, відомий як «Безсмертний найманець», Щоправда, за цим ховається доволі невесела правда: він став безсмертним через прокляття, накладене за крадіжку підношень із храму. Його тіло справді не може померти, але бойових здібностей це йому не додало — Кохаку настільки слабкий, що регулярно отримує на горіхи не лише від ворогів, а й від самої Лапіс. Попри це, він володіє неабиякими знаннями й часто виступає у ролі пояснювача у незвичних ситуаціях. Та біда в тім, що ніхто не сприймає його всерйоз як інтелектуала. Крім усього іншого, він має абсолютну просторову дезорієнтацію (легко заблукає навіть у власній кімнаті). Почувши від Топаз, що магія Лапіс здатна зняти його прокляття, Кохаку вирішує стати її помічником — і з того часу дівчина щодня безжально експлуатує його.
Нандрагора (яп. ナンドラゴラ)
Сейю: Канаї Міка
Більш відома під прізвиськом «Нандра-тян». Магічна рослина, підвид мандраґори, корінь якої має форму маленької чарівної дівчинки. Особливість — той, хто вперше викопує рослину, ставиться для неї як «імпринтинг» (тобто рослина пов'язується з цією людиною). Вперше з'явилася як інгредієнт для «пудингу, смачного до смерті» і майже одразу була приготовлена. Проте завдяки великій популярності серед читачів була відроджена — з'явився другий екземпляр, який став одним із головних персонажів. У радіодрамі завдяки змінам перша Нандрагора уникла долі інгредієнта для пудингу і залишилася поруч із Лапіс, а у аніме вона стала однією з головних героїв.
Діамант Мондо (яп. ダイヤ 主水)
Сейю: Оцука Акіо
Король Сосераланду, батько Лапіс. Володіє магією води. Надзвичайно спокійний, обожнює бонсай і є типовим «молодим старим» — людиною, що поводиться старомодно, попри відносно молодий вік. Його захоплення бонсай стало настільки серйозним, що він також став колекціонером рідкісних рослин.
Сапфір (яп. サファイア)
Сейю: Кавамура Марія
Королева Сосераланду, мати Лапіс. Володіє магією дзеркал. Здається веселою і доброю, але насправді має садистські риси: таємно радіє жахливим крикам Кохаку та суворо карає Лапіс і. У молодості була генералом ворогуючого Королівства Коралдум і володіла однією з національних реліквій — особливою силою під назвою «Злісне Око» (邪眼), через що отримала прізвисько «Генерал Злісного Ока» і вселяла страх. Однак король Коралдума її зненавидів і збирався ліквідувати, але її врятував принц Діамант Мондо. Пізніше вона стала його дружиною. Зараз вона постійно тримає очі закритими, щоб тримати «Злісне Око» під контролем, а навколишній світ сприймає за допомогою «Духовного Ока», дарованого Чазаму.
Джій (яп. じい) або просто Дід
Сейю: Аоно Такеші
Особистий наставник Лапіс. Постійно має клопіт із нею через її вічні втечі. Володіє магією обчислень.
Топаз (яп. トパーズ)
Сейю: Хісакава Ая
Північна відьма. Поділяє з Кохаку пристрасть до маленьких дівчат і постійно намагається викрасти Лапіс до своєї колекції, щоби перетворити її на п'ятирічну дівчинку за допомогою магічного зілля. Лапіс звертається до неї з зневагою, називаючи «Неодружена північна відьма Топаз», спеціально наголошуючи на її статусі старої панни, що, звісно, лише більше дратує Топаз.
Рубін (яп. ルビィ)
Репетиторка Лапіс. Особа, одержима численними духами: щоразу, як вона плаче, її поведінка змінюється — то вона лагідна, то раптом стає суворою як спартанський тренер. Лапіс урешті втомилася від такої непередбачуваності та змусила Юреку провести обряд вигнання духів. Після цього Рубін повернулася до свого справжнього «я» — глибоко песимістичної особистості, яка з найменшого приводу схиляється до самопошкодження (наприклад, постійно намагається порізати собі зап'ястя).
Гіденіт (яп. ヒデナイト)
Королівський садівник у замку. Незважаючи на велику статуру, дуже мовчазний, говорить тихо й заїкається. Має лагідну, спокійну та сумлінну вдачу, за що користується великою довірою короля. Насправді він — нащадок легендарного чаклуна, відомого як «Магічний Бантьо», який, за переказами, з'являється з нізвідки, коли Сосераланд опиняється у смертельній небезпеці. Насправді, як спадкоємець цього імені, у критичні моменти Гіденайт, вдягнувши шкільний мундир і картуз, перетворюється на Магічного Бантьо.
Яшма (яп. ジャスパー)
Колишній очільник першого підрозділу ніндзя-клану, що служив у Королівстві Кресо-Беріл, яке керується авторитарною владою. Після різних перипетій зрадив свого пана і перейшов на бік Лапіс. Має двох синів: Джіла та Конію. Його підлеглі ніндзя після переходу в Сосераланд і через брак фінансування (викликаний витратами на пудинги Лапіс) були змушені піти шукати роботу за сумісництвом. Тепер вони офіційно — ніндзя другого типу з додатковою зайнятістю.
Юрека (яп. ユーレカ)
Придворна вчена, що спеціалізується на духовній магії та водночас виконує обов'язки лікаря при дворі. Лапіс постійно вимагає від неї вирішення якихось безглуздих задач або авантюр, які майже завжди закінчуються провалом, після чого вона потрапляє під фірмовий удар «Іттэцу-аваре». Через свій мирний і слабохарактерний темперамент зазвичай усе терпить мовчки.

## Медіа

### Манґа
Манґа виходила у журналі Dragon Magazine з 1994 по 1999 рік, без вказання номерів та назв глав. Усі глави були зібрані у 6 томів видавництвом Fujimi Shobo у форматі танкобон та опубліковані між січнем 1994 року та груднем 1998 року. Назвами глав в томах у більшості випадків стали цитати персонажів — іноді навіть другорядних. На початку кожного тому також з'явилися ексклюзивні кольорові додатки з пародіями на класичні казки та відомі твори.
Спочатку томи манґи видавалася під брендом Fujimi Fantasia Comics, але пізніше перейшли до бренду Dragon Comics (Kadokawa Shoten). У 2013 з'явилась цифрова версія манґи на сайті BookWalker.

#### Список томів
| № | Дата виходу  | ISBN                   |
| - | ------------ | ---------------------- |
| 1 | січень 1994  | ISBN 978-4-82-918337-3 |
| 2 | липень 1995  | ISBN 978-4-04-926074-8 |
| 3 | серпень 1996 | ISBN 978-4-04-926094-6 |
| 4 | жовтень 1997 | ISBN 978-4-04-926114-1 |
| 5 | квітень 1998 | ISBN 978-4-04-926121-9 |
| 6 | грудень 1998 | ISBN 978-4-04-926130-1 |

### OVA
OVA було випущено компанією VAP у період з 1997 по 1998 рік. Всього вийшло 3 епізоди.
| № серії | Назва серії | Режисер(и)     | Сценарист(и)     | Розкадровка    | Оригінальна дата показу |
| ------- | --- | -------------- | ---------------- | -------------- | ----------------------- |
| 1       | «Нехай мила донька все ж таки вирушить у подорож, навіть якщо проти волі» англ. Force Your Adorn Daughter to go on a Journey «Kawaii Ko ni wa Muriyari Tabi Sasero» (かわいい娘にはムリヤリ旅させろ) | -              | Кубота Масаші    | -              | 1 грудня 1997           |
| 2       | «Дуель у лісі пудингів» англ. Face-Off at the Forest of Puddings «Purin no Mori no Kettou» (プリンの森の決闘)                                                                                        | Накаяма Кацучі | Секіджіма Майорі | Накаяма Кацучі | 21 березня 1998         |
| 3       | «Жахливі Три Брати Здоров’я» англ. Wraith of the Health Brother Trio «Kyoufu no Kenkou San Kyoudai» (恐怖の健康三兄弟)                                                                               | -              | Кубота Масаші    | Ямакава Йошікі | 21 травня 1998          |

### Музика
- Вступна тема: «Chocolat au lait» (яп. ショコラ・オ・レ, Shokora.O.Re). Слова, музика, аранжування та виконання — Мацуура Юкі[ja]
- Фінальна тема: «Tenshi no O Heso» (天使のおへそ, Пупок янгола). Слова — Ісікава Ханако (яп. 石川華子), музика та аранжування — Мірадзу Такео[ja] , виконання — Міямура Юко[ja] та Канай Міка[ja]

### Радіодрами
Радіодрама транслювалася в межах програми «Shiny Night з Хісікавою Аєю» на радіо Nippon Cultural Broadcasting. Потім була видана компанією VAP на окремих окремих компакт-дисках. Окрім радіодрами диски вміщують вступну та фінальну музичні теми.
| Назва                   | Дата           | Номер у католозі |
| ----------------------- | -------------- | ---------------- |
| Detatoko Princess Vol.1 | 1 серпня 1997  | VPCG84633        |
| Detatoko Princess Vol.2 | 1 вересня 1997 | VPCG84634        |
| Detatoko Princess Vol.3 | 1 жовтень 1997 | VPCG84635        |

## Сприйняття
Бамбу Донг з Anime News Network розкритикував аніме, за те, що творці взяли «кожен фантастичний стереотип і піднесли його, навіть не скриваючи, що намагаються  видоїти вигоду з кожного кліше».